# Ямата (сериал)
„Ямата“ (на турски: Çukur) е турски екшън и драматичен телевизионен сериал, продуциран от Ay Yapım, чийто първи епизод е излъчен на 23 октомври 2017 г., режисиран от Синан Йозтюрк и по сценарий на Гьокхан Хорзум и Дамла Серим. Сериалът, който се състои от 4 сезона, завършва с финалния 131-и епизод, който е излъчен на 7 юни 2021 г. 

## Излъчване
| Сезон | Епизоди | Начало на сезона  | Край на сезона | Всички епизоди | ТВ сезон    | ТВ канал | Дата и час         |
| ----- | ------- | ----------------- | -------------- | -------------- | ----------- | -------- | ------------------ |
| 1     | 33      | 23 октомври 2017  | 11 юни 2018    | 1 – 33         | 2017 – 2018 | Show TV  | понеделник (20:00) |
| 2     | 34      | 17 септември 2018 | 27 май 2019    | 34 – 67        | 2018 – 2019 | Show TV  | понеделник (20:00) |
| 3     | 25      | 16 септември 2019 | 20 април 2020  | 68 – 93        | 2019 – 2020 | Show TV  | понеделник (20:00) |
| 4     | 39      | 7 септември 2020  | 7 юни 2021     | 94 – 131       | 2020 – 2021 | Show TV  | понеделник (20:00) |

## Сюжет
Контролът над Чукур („Ямата“), квартал в Истанбул, който е синоним на престъпност, е в ръцете на семейство Кочовалъ. Въпреки че семейството е толкова тясно свързано с престъпността, те имат свои собствени правила. Едно от тези правила е забраната на наркотиците. В Чукур не се произвеждат, използват или продават наркотици. Само че нови групи, които се присъединяват към играта, се опитват да заобиколят забраната.
Младеж на име Ямач Кочовалъ се запознава с едно момиче на име Сена и след 3 дневното им запознанство се женят в Париж.
Същата седмица брат му Кахраман Кочовалъ бива жестоко убит от хората на Вартоолу Саадеттин, баща му Идрис Кочовалъ изпада в кома след като е отведен в местната болница. Майката на Ямач – Султан Кочовалъ разказва на сина си за случилото се. Ямач, с цел да помогне на семейството си, докато баща му не оздравее, и да отмъсти за брат си, решава да се върне обратно в родната къща, в техния квартал „Ямата“.

## Заснемане
Сериалът е заснет в квартал Балат в истанбулския район Фатих. Някои сцени в първия и втория епизод на първия сезон са заснети в Париж, столицата на Франция, а някои сцени в третия сезон са заснети в Берлин, столицата на Германия. През 2022 г., след края на сериала избухва пожар в сградата на кафенето, където сериалът е заснет.

## Издаване на книга
Сценаристът на сериала, Гьокхан Хорзум, публикува книга, озаглавена Yamaç'ın Dönüşü - Çukur, която разказва историята на първия сезон на сериала, през октомври 2019 г. Дизайнът на корицата на книгата е направен от Серчин Чабук и Бану Юстюндаа Хатип.

## Критики
За разлика от турските телевизионни сериали от 2000-те, които се занимават с културата на квартала, Чукур има история, която свежда квартала до лош образ (Ямата). Нурдан Гюрбилек посвещава отделна глава на репликата в творбата си, озаглавена „Вторият живот“, и я коментира като „поредица за семейството, мъжествеността и мафията“. В сериала героят първо напуска дома си и след това се връща в застрашения квартал като спасител. Гюрбилек тълкува това като класическа история за завръщане и го смята за популярна версия на разказа за „човека, който се връща у дома“. Музиката на сериала, която е интегрирана със сцените на насилие (основно песните Gazapizm и Eypio), са рап парчета, трансформирани в музика за близки битки според него. В поредицата борбата между образа на бащата и наследниците (биологични и доведени деца), причинена от загубата на власт на бащата, се нарича „борбата на братята“. Напротив, тези под командването на Баба (Идрис и др.) и лидера на квартала (Ямач и др.), които се изтъкват като спасител и защитник на бедните (квартала), са „деца без баща“. Според Гюрбилек кварталът в сериала се разглежда като „освободена зона“ и реалността на безнадеждността свързва хората с реда на бащинството и мъжествеността (квартала).
Писателят на вестник Сабах Юксел Айтуг твърди, че героят Селим Кочовалъ е хомосексуален.

## Жалби
От излизането си на пазара, Ямата е едно от предаванията по телевизията с най-много оплаквания. Заради сцените на въоръжен конфликт, страх, насилие и изтезания, RTÜK налага административна глоба на канала, по който се излъчва сериалът. Ерджан Кесал, който се появява в Ямата за 2 сезона, отговаря на увеличаващите се оплаквания, като казва: „Когато сравнявате насилието в Ямата с насилието в ежедневието, бъдете сигурни, че е много по-невинно.“

## Актьорски състав
- Ерджан Кесал – Идрис Кочовалъ (сезон 1 – 2)
- Арас Булут Ийнемли – Ямач Кочовалъ (сезон 1 – 4)
- Перихан Саваш – Султан Кочовалъ (сезон 1 – 4)
- Еркан Колчак Кюстендил – Садетин Вартолу/Салих Кочовалъ (сезон 1 – 4)
- Йонер Еркан – Селим Кочовалъ (сезон 1 – 4)
- Ръза Коджаоглу – Аличо/Али Чобан (сезон 1 – 4)
- Неджип Мемили – Джумали Кочовалъ (сезон 2 – 4)
- Беркай Атеш – Махсун/Фикрет (сезон 2 - 4)
- Джиангир Джейан – Азер Куртулуш (сезон 2 – 4)
- Дамла Сьонмез – Ефсун Кочовалъ (сезон 3 – 4)
- Нур Сюрер – Фадик Куртулуш (сезон 3 –)
- Кадир Чермик – Еми
- Кубилай Ака – Джеласун Гюмюш (сезон 1 – 4)
- Мустафа Кърантепе – Медет Индже (сезон 1 – 4)
- Айтач Ушун – Мустафа Дербент (Меке) (сезон 1 –)
- Небил Сайън – Мухитин Дербент (сезон 1)
- Едже Яшар – Караджа Кочовалъ (сезон 1 –)
- Ирем Алтуу – Айше Кочовалъ/Йълмаз (сезон 1 – 4)
- Бонджук Йълмаз – Саадет Кочовалъ (сезон 1 –)
- Харе Сюрел – Дамла Кочовалъ (сезон 2 – 4)
- Бурак Дакак – Акън Кочовалъ (сезон 3 – 4)
- Хазал Субашъ – Нехир Бурсалъ (сезон 3 – 4)
- Ферит Кая – Муртаза Сурлу (сезон 3 – 4)
- Уур Аслан – Емир Варол
- Баръш Ардуч – Арък Бьоке Ерденет (сезон 4)
- Мустафа Авкъран – Дженгиз Ерденет (сезон 4)
- Дилан Чичек Дениз – Сена Кочовалъ (сезон 1 – 2)
- Еркан Авджъ – Чето (сезон 2)
- Мухамед Джангьорен – Решит Фейзолах (сезон 2)
- Мендерес Саманджълар – Кадир Джансевен (сезон 2)
- Онур Сайлак – Вели Джевхер (сезон 2)
- Бурак Серген – Байкал Кент/Господинът (сезон 1)
- Алперен Дуймаз – Емрах Амир Кент (сезон 1)
- Неджат Ишлер – Чаатай Ерденет (сезон 3 – 4)
- Тансу Бичер – Юджел (сезон 2 – 3)
- Ахмет Тансу Ташалар – Назъм Кент (сезон 1)
- Мерал Четинкая – Макбуле Кент (сезон 3 –)
- Ахмед Мелих Йълмаз – Тимсах Джелил
- Серхат Озджан – Ферхат (сезон 2 –)
- Кадир Чермик – Мюджахит Савджъбей (Чичото) (сезон 1 – 4)
- Четин Саръкартал – Джихангир Шахин (Пашата) (сезон 1)
- Мустафа Юстюндаа – Кахраман Кочовалъ (сезон 1)
- Зейнеп Кумрал – Недрет Кочовалъ (сезон 1)
- Илайда Алишан – Акшън Кочовалъ (сезон 1 – 2)
- Гьокшен Атеш – Йълдъз (сезон 1 –)
- Уур Йълдъран – Кемал Яман (сезон 1 – 3)
- Джем Услу – Метин Яман (сезон 1 –)
- Сарп Аккая – Шахрам Гьочер
- Тансу Бичер – Юджел (сезон 2)
- Серхат Йозджан – Улуч Рекс (сезон 2)
- Сайгън Сойсал – Елвис (сезон 1)
- Бесте Канар – Дерен (сезон 1 – 2)
- Мерт Явузджан – Анъл (сезон 1)

## В България
В България сериалът започва излъчване на 3 август 2022 г. в ефира на Диема Фемили и спира на 12 май 2023 г. На 8 март започва повторно излъчване по Нова телевизия и спира на 21 август. Ролите се озвучават от Елисавета Господинова, Петя Абаджиева, Николина Чонова, Светозар Кокаланов, Силви Стоицов и Васил Бинев.

## Излъчване в България
| Сезон | Епизоди | Начало на сезона   | Край на сезона     | Всички епизоди | ТВ сезон       | ТВ канал     | Ден и час на излъчване                                  |
| ----- | ------- | ------------------ | ------------------ | -------------- | -------------- | ------------ | ------------------------------------------------------- |
| 1     | 107     | 3 август 2022 г.   | 25 ноември 2022 г. | 1 – 107        | 2022 г.        | Диема Фемили | всеки делничен ден (21:00)/ и четвъртък и петък (20:00) |
| 2     | 108     | 28 ноември 2022 г. | 10 април 2023 г.   | 108 – 215      | 2022 – 2023 г. | Диема Фемили | всеки делничен ден (21:00)/ и четвъртък и петък (20:00) |
| 3     | 24/83   | 11 април 2023 г.   | спрян              | 216 – 298      | 2023 г.        | Диема Фемили | всеки делничен ден (21:00)                              |